# Parc Niavaran
Pour les articles homonymes, voir Niavaran (homonymie).
Le parc de Niavaran est un jardin public de Téhéran, capitale de l'Iran.

## Situation
Situé dans le district de Niavaran, au nord-est de Téhéran, le parc s'étend sur 6,2 hectares immédiatement au sud du palais de Niavaran.

## Historique
Le parc est aménagé à partir de 1970 à la demande de Mohammed Reza Pahlavi par l'ingénieur et architecte Ali Sardar Afkhami.

## Usages
Le parc abrite de magnifiques fontaines, ainsi qu'une piste de patinage et une aire de jeux pour les enfants. Son climat doux et son paysage exquis contribuent à en faire un lieu attractif pour les touristes et de nombreuses familles iraniennes qui viennent y pique-niquer le week-end.
En bordure du parc s'élèvent une bibliothèque, une salle de sport et une piscine.